# Si Vis Pacem, Para Bellum (álbum)
Si Vis Pacem, Para Bellum es el octavo álbum de la banda sudafricana de Metal alternativo Seether, fue lanzado al mercado el 28 de agosto de 2020 a través del sello discográfico Fantasy Records y producido por la vocalista principal Shaun Morgan. El primer sencillo del álbum, "Dangerous", fue lanzado antes del álbum en junio de 2020.

## Estilo musical
Morgan explicó que el sonido de los álbumes estaba influenciado por el rock alternativo de finales de los años noventa, específicamente A Perfect Circle y Deftones, que había estado escuchando mucho en los últimos años. El álbum combina los riffs de guitarra que se encuentran comúnmente en el rock de la década de 1990 con los sonidos atmosféricos que se encuentran en la música de A Perfect Circle. Morgan también pretendía alejarse de la estructura de canción estándar de “verso-pre-coro-coro” que se encuentra comúnmente en la música convencional.

## Lista de canciones
| Edición estándar |                         |          |  |
| N.º              | Título                  | Duración |  |
| 1.               | «Dead and Done»         | 3:27     |  |
| 2.               | «Bruised and Bloodied»  | 3:37     |  |
| 3.               | «Wasteland»             | 3:59     |  |
| 4.               | «Dangerous»             | 3:49     |  |
| 5.               | «Liar»                  | 4:18     |  |
| 6.               | «Can't Go Wrong»        | 3:47     |  |
| 7.               | «Buried in the Sand»    | 4:17     |  |
| 8.               | «Let It Go»             | 4:08     |  |
| 9.               | «Failure»               | 3:51     |  |
| 10.              | «Beg»                   | 3:40     |  |
| 11.              | «Drift Away»            | 4:52     |  |
| 12.              | «Pride Before the Fall» | 4:12     |  |
| 13.              | «Written in Stone»      | 3:37     |  |

| Edición de lujo |                                 |          |  |
| N.º             | Título                          | Duración |  |
| 14.             | «What Would You Do?»            | 4:49     |  |
| 15.             | «Will It Ever End?»             | 4:09     |  |
| 16.             | «Feast or Famine»               | 4:33     |  |
| 17.             | «Wasteland» (alternate version) | 4:20     |  |
| 18.             | «Leech»                         | 3:50     |  |
| 19.             | «Deliver Me»                    | 3:47     |  |
| 20.             | «On My Way»                     | 4:08     |  |
| 21.             | «Leave Me Be»                   | 3:34     |  |
| 22.             | «Crossed the Line»              | 4:00     |  |

## Miembros
- Shaun Morgan – Vocales principales, guitarra rítmica / productor
- Dale Stewart – Bajo, coros
- John Humphrey – Batería
- Corey Lowery – Guitarra líder
- Matt Hyde – mezclador